# Clausenmühle (Leonberg)

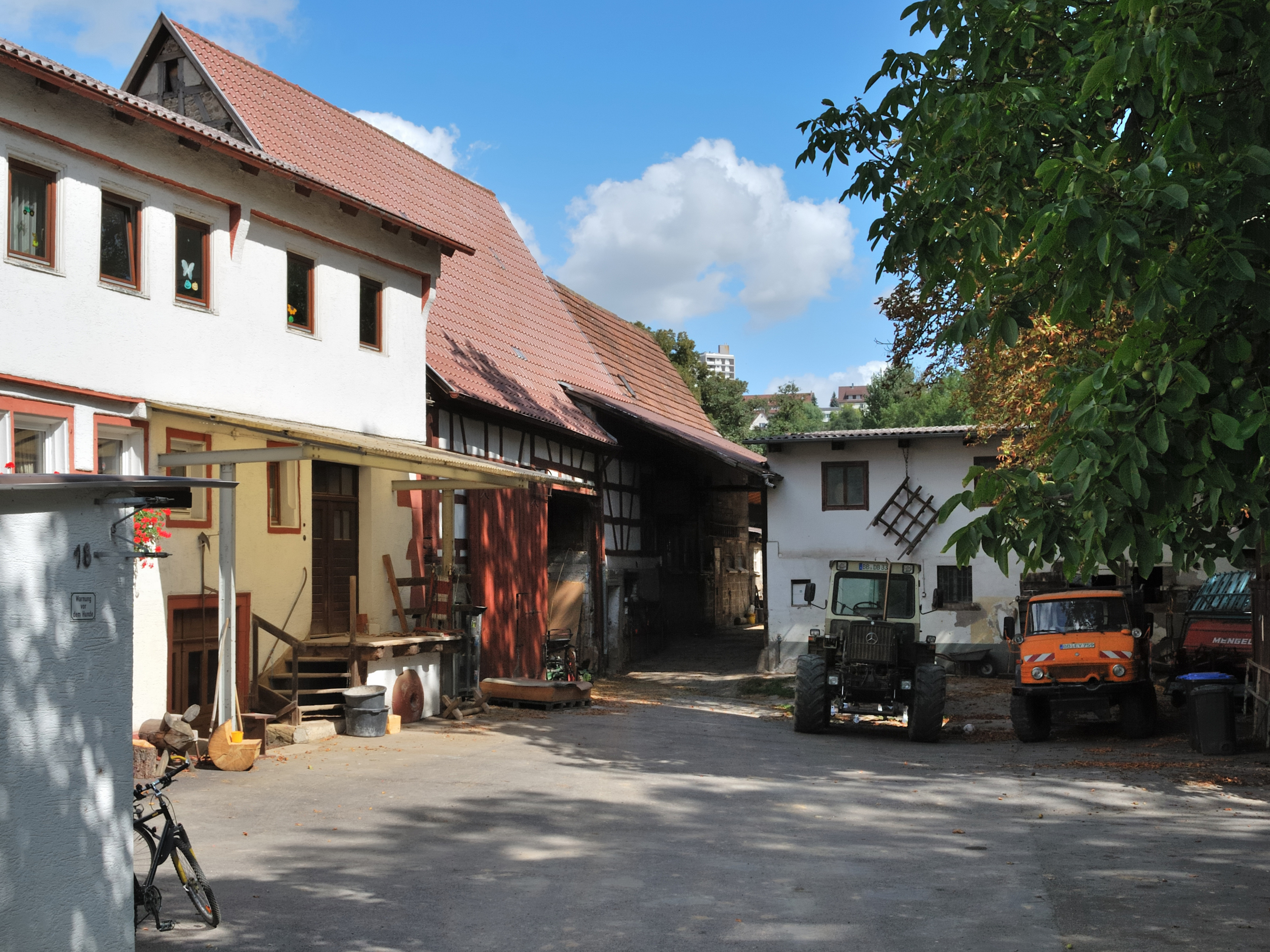
Die Clausenmühle

Die Clausenmühle ist eine ehemalige Wassermühle am schwäbischen Fluss Glems auf der Gemarkung des Leonberger Stadtteils Eltingen.

## Geschichte
Die Mühle wurde im Jahre 1304 erstmals erwähnt. Sie gehörte damals dem Esslinger Katharinenspital. Bruder Klaus war der Müller und sein Name blieb der Mühle bis heute erhalten. Der Mühlkanal der Clausenmühle wurde zu Beginn des 20. Jahrhunderts als erstes „Leonberger Bad“ gegen Eintritt an den Müller genutzt. Das Mehl wurde in klassischer Art und Weise mit einer Pferdekutsche ausgefahren.
Beim Einmarsch der Amerikaner in Leonberg 1945 hatten mutige Leonberger Bürger, gegen den Willen der Nationalsozialisten, die weiße Fahne gehisst, darunter der Müller der Clausenmühle, Gottfried Bolay, geboren in Gebersheim. Leonberg konnte vor einer größeren Vernichtung bewahrt werden.
Nachdem das Mühlengebäude nach einem Brand 1971 völlig zerstört worden war, entstand an dessen Stelle ein Wohnhaus.

## Gegenwart
Heute wird die Clausenmühle von der Familie Dieter Bolay – verwandt mit Hans Volker Bolay, Christof Bolay und Bernhard Mann– als landwirtschaftliches Anwesen genutzt. Die Clausenmühle betreibt einen Hofladen.